# Амьен
Амье́н (фр. Amiens [a.ˈmjɛ̃]; пикард. Anmien, Anmyin; лат. Ambianum) — город на севере Франции, регион О-де-Франс, на семи рукавах реки Сомма. Главный город исторической области и упразднённого региона Пикардия. Административный центр департамента Сомма и округа Амьен.
Население (2018) — 133 891 человек.

## История
Окрестности Амьена заселены были в глубокой древности; одно из предместий города дало название Ашёльской культуре времён палеолита. До прихода римлян данный регион населяло галльское племя амбианов. Галльское поселение на месте нынешнего Амьена называлось Самаробри́ва — «Мост через Самару». Римляне именовали данный город Самаробрива Амбианская (лат. Samarobriva Ambianorum) или Амбиа́нум. В IV веке епископ Фирмин Амьенский принёс в Пикардию христианство.
В Средние века Амьен входил в состав графств Вермандуа и Амьенуа. Горожане не без успеха пытались использовать постоянные распри между графами и епископами. В 859 г. Амьен был разграблен норманнами. В 882 г. норманны снова нападают на город и сжигают собор. В 1185 году Амьен был присоединён к королевскому домену. В 1435—1477 годах — в составе Бургундских Нидерландов.
В силу своего выгодного стратегического положения город не раз страдал в ходе вооружённых конфликтов. Так, 11 марта 1597 года его заняли испанцы под командованием Педро Энрикеса де Асеведо, графа Фуэнтеса. Город был взят хитростью: испанцы переоделись в крестьян с орехами и яблоками в руках. Как только им открыли ворота, испанцы ворвались и захватили город. Генрих Великий вернул его Франции после 6-месячной осады. Амьенский мир 1802 года на короткое время дал передышку участникам Наполеоновских войн. Победа в битве при Амьене 1870 года осталась за немцами. Во время Первой мировой войны в Амьене было разрушено около 10 000 домов. Немцы дважды подходили к городу: в 1914 году их остановили в 29 км от Амьена, в 1918 году — в 13 км. Вторая мировая война принесла городу новые разрушения.
14 августа 2012 года на улицах Амьена произошли массовые беспорядки, преимущественно с участием иммигрантов. В результате столкновений с полицией ранения, в том числе тяжёлые, получили десятки человек, были сожжены несколько государственных учреждений и частных домов.

## Экономика и образование
Как и другие города на северо-востоке Франции, Амьен испокон веков был крупным центром текстильной промышленности. В настоящее время в городе представлены такие отрасли, как машиностроение, лёгкая, химическая промышленность. В 1970 году открылся университет Пикардии, носящий имя знаменитого амьенца Жюля Верна.
Структура занятости населения:
- сельское хозяйство — 0,2 %
- промышленность — 10,5 %
- строительство — 4,3 %
- торговля, транспорт и сфера услуг — 42,3 %
- государственные и муниципальные службы — 42,7 %

Уровень безработицы (2017) — 20,3 % (Франция в целом — 13,4 %, департамент Сомма — 15,9 %). 

Среднегодовой доход на 1 человека, евро (2018) — 18 550 (Франция в целом — 21 730, департамент Сомма — 20 320).

## Достопримечательности
Амьен сильно пострадал в ходе обеих мировых войн. Центр города с воссозданным зданием мэрии XVII века, церковью Сен-Жермен XV века и театром времён Людовика XVI был отстроен в послевоенное время.
- Главная достопримечательность города — Амьенский собор, способный вместить больше верующих, чем любой другой готический храм Франции. Джон Рёскин назвал его чистейшим образцом готики. С 1981 года собор находится под охраной ЮНЕСКО как памятник Всемирного наследия человечества
- Собрания древнеегипетского, античного и западноевропейского искусства размещены в Музее Пикардии — одном из крупнейших региональных музеев Франции.
- Беффруа XV века высотой 52 м, объект Всемирного наследия ЮНЕСКО
- Здание цирка Жюля Верна 1889 года, сочетание неоклассицизма и историзма
- Башня Перре — офисно-жилое здание 1949—1952 годов
- Особняк Logis du Roi (Дом короля) XVI века в стиле ренессанс, восстановленный после Второй мировой войны
- Музей истории и искусства Пикардии в особняке Берни 1634 года
- Церковь Святого Оноре 1961 года в стиле арт-деко
- Церковь Святого Лупа XV века в стиле пламенеющая готика
- Церковь Святого Реми 1889—1891 годов в стиле неоготика
- Зоопарк
- Международный кинофестиваль (фр.)

## Демография
Динамика численности населения, чел.

## Администрация
Пост мэра Амьена с 2014 года занимает член партии Союз демократов и независимых Брижитт Фуре (Brigitte Fouré). На муниципальных выборах 2020 года возглавляемый ею правый список одержал победу во 2-м туре, получив 45,79 % голосов (из трех списков). Она ушла в отставку в октябре 2024 года, назначив Юбера де Жанлиса (Hubert de Jenlis) новым мэром города. 
| Период | Период | Фамилия        | Партия                                             | Примечания                                                                                    |
| ------ | ------ | -------------- | -------------------------------------------------- | --------------------------------------------------------------------------------------------- |
| 1971   | 1989   | Рене Ламп      | Коммунистическая партия                            | преподаватель колледжа, член Генерального совета департамента, депутат Национального собрания |
| 1989   | 2002   | Жиль де Робьен | Союз за французскую демократию                     | страховой агент, президент метрополии Амьен, министр                                          |
| 2002   | 2007   | Брижитт Фуре   | Союз за французскую демократию                     | профессор права, член Регионального совета Пикардии                                           |
| 2007   | 2008   | Жиль де Робьен | Союз за французскую демократию Новый центр         | страховой агент, президент метрополии Амьен, министр                                          |
| 2008   | 2014   | Жиль Демайи    | Социалистическая партия                            | научный сотрудник, бывший президент Университета Пикардии, президент метрополии Амьен         |
| 2014   | 2024   | Брижитт Фуре   | Новый центр Союз демократов и независимых          | член Генарального совета департамента, вице-президент Совета региона О-де-Франс               |
| 2024   |        | Юбер де Жанлис | Возрождение (партия, Франция) Вместе за Республику | страховщик                                                                                    |

## Города-побратимы
- Дортмунд, Германия (1960)
- Гёрлиц, Германия (1971)
- Дарлингтон, Великобритания (1973)
- Талса, США (2005)
- Минас, Уругвай (2010)

## Галерея

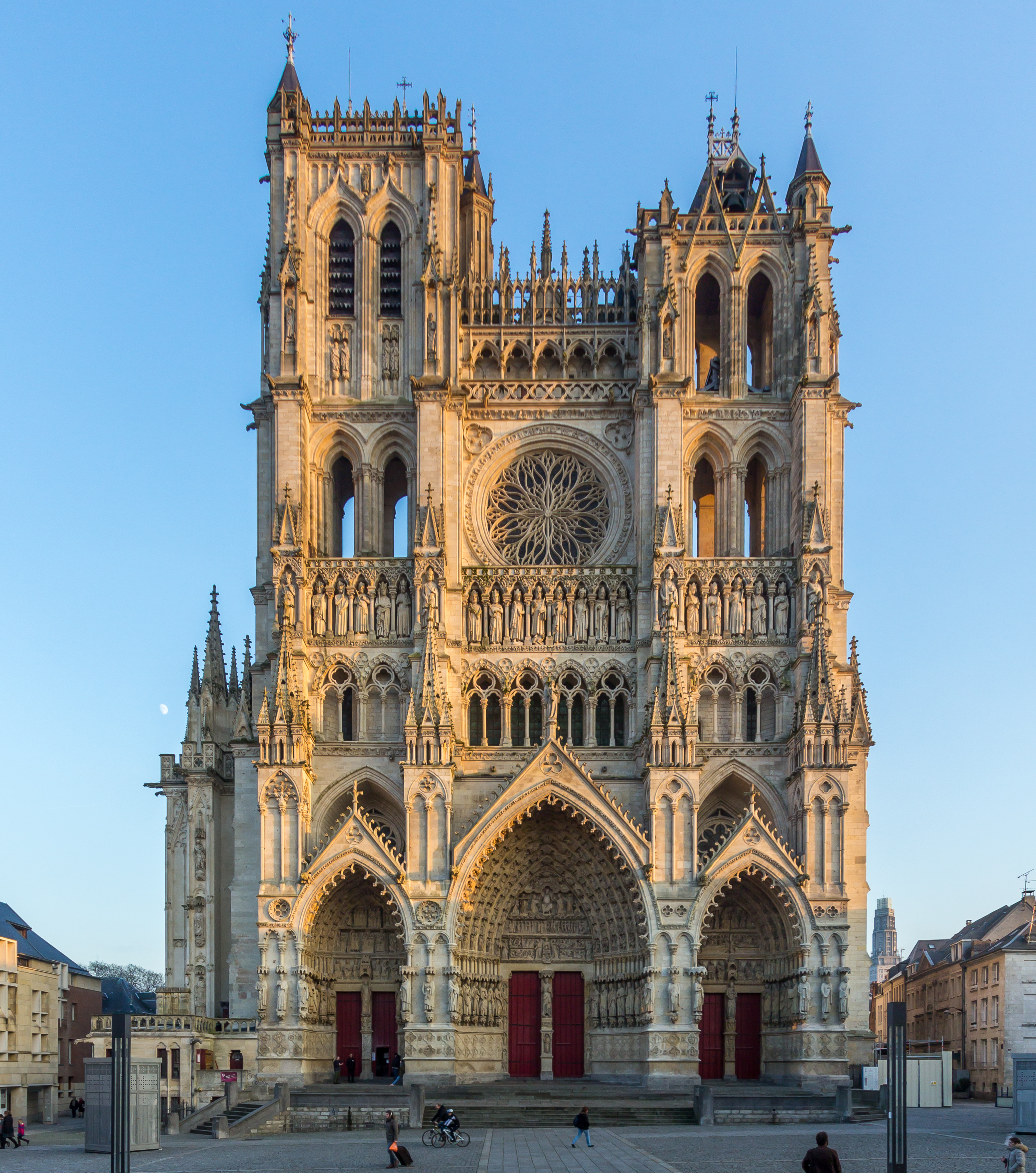
Кафедральный собор Нотр-Дам
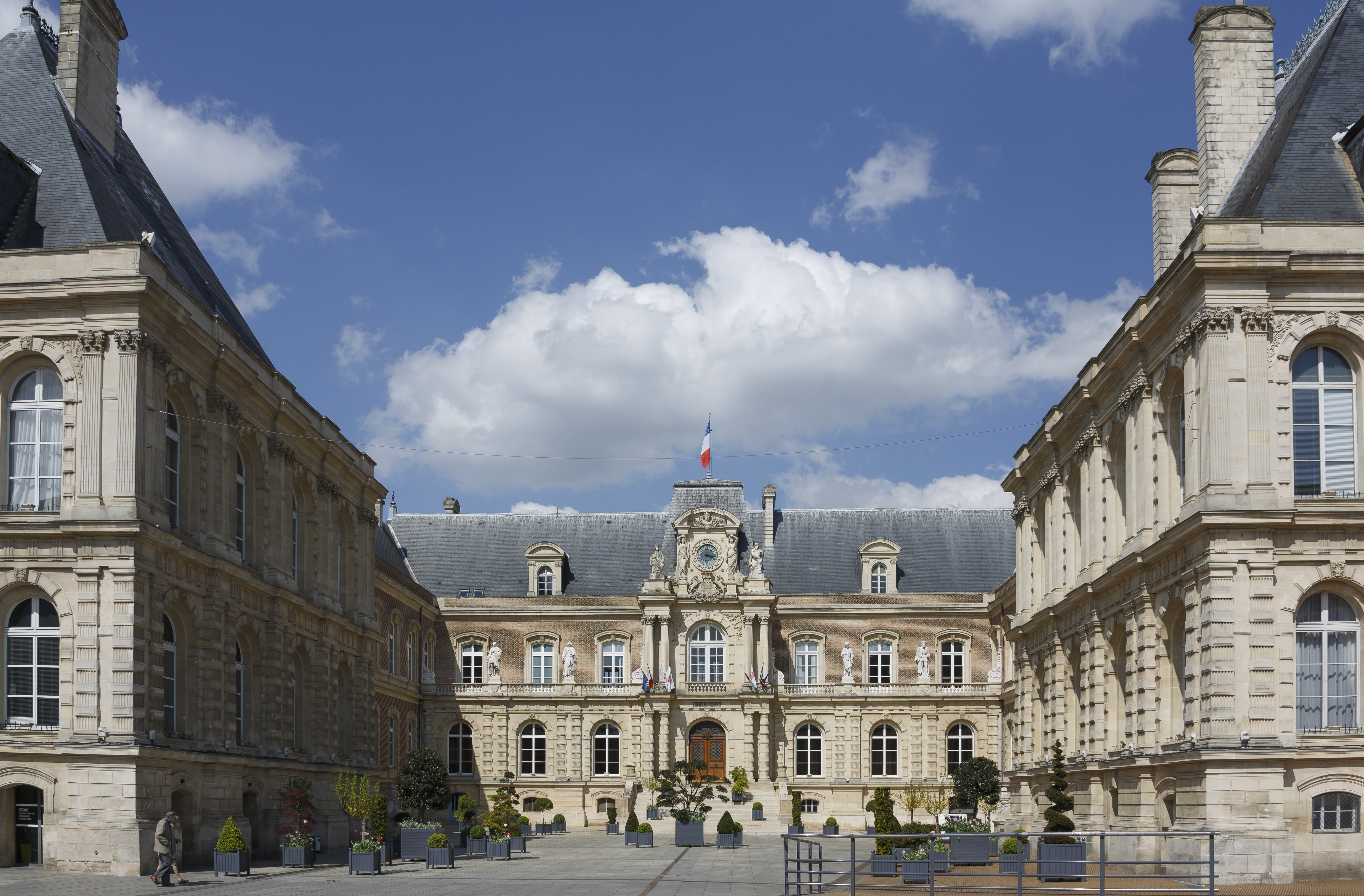
Мэрия
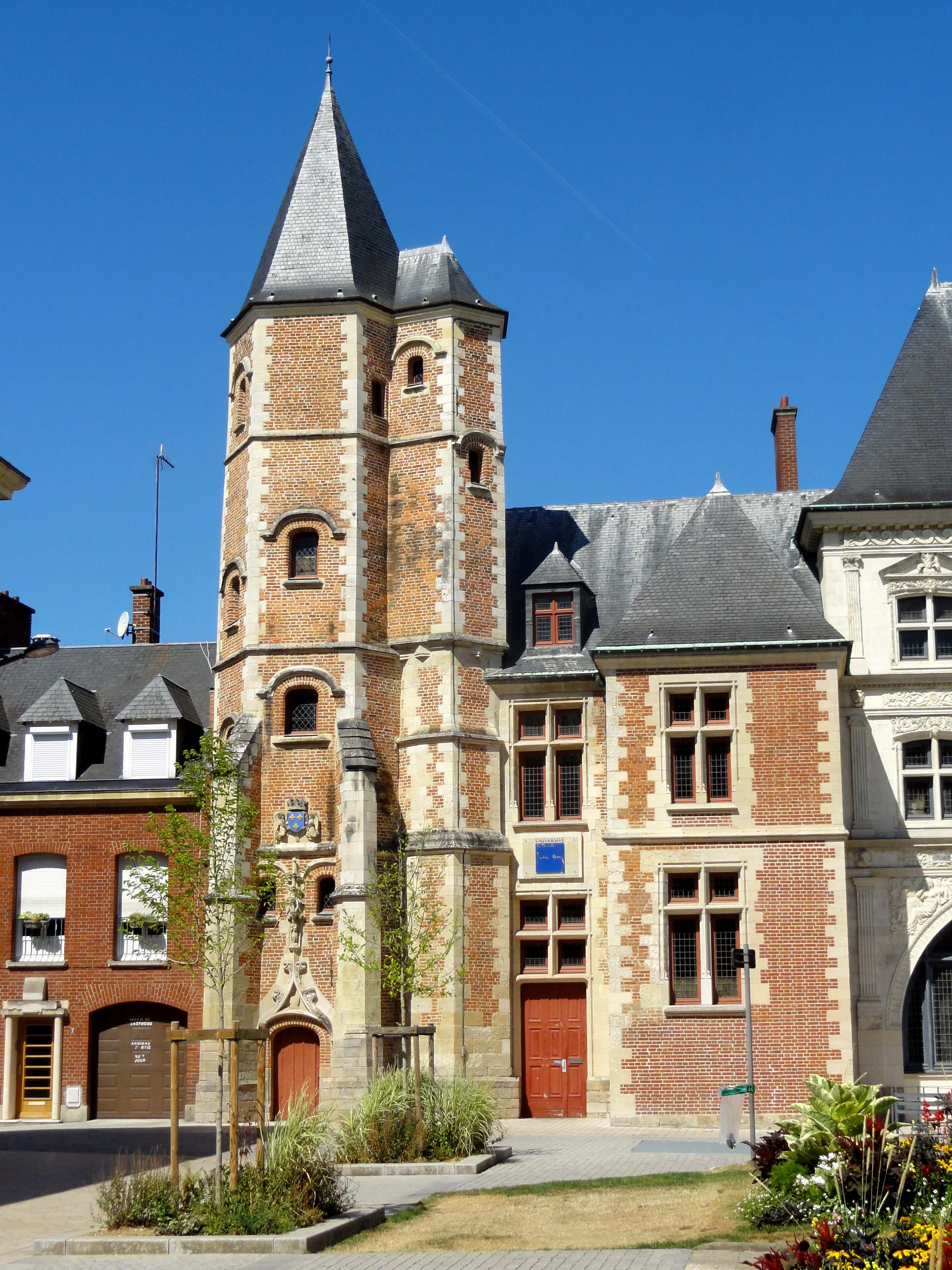
Дом короля
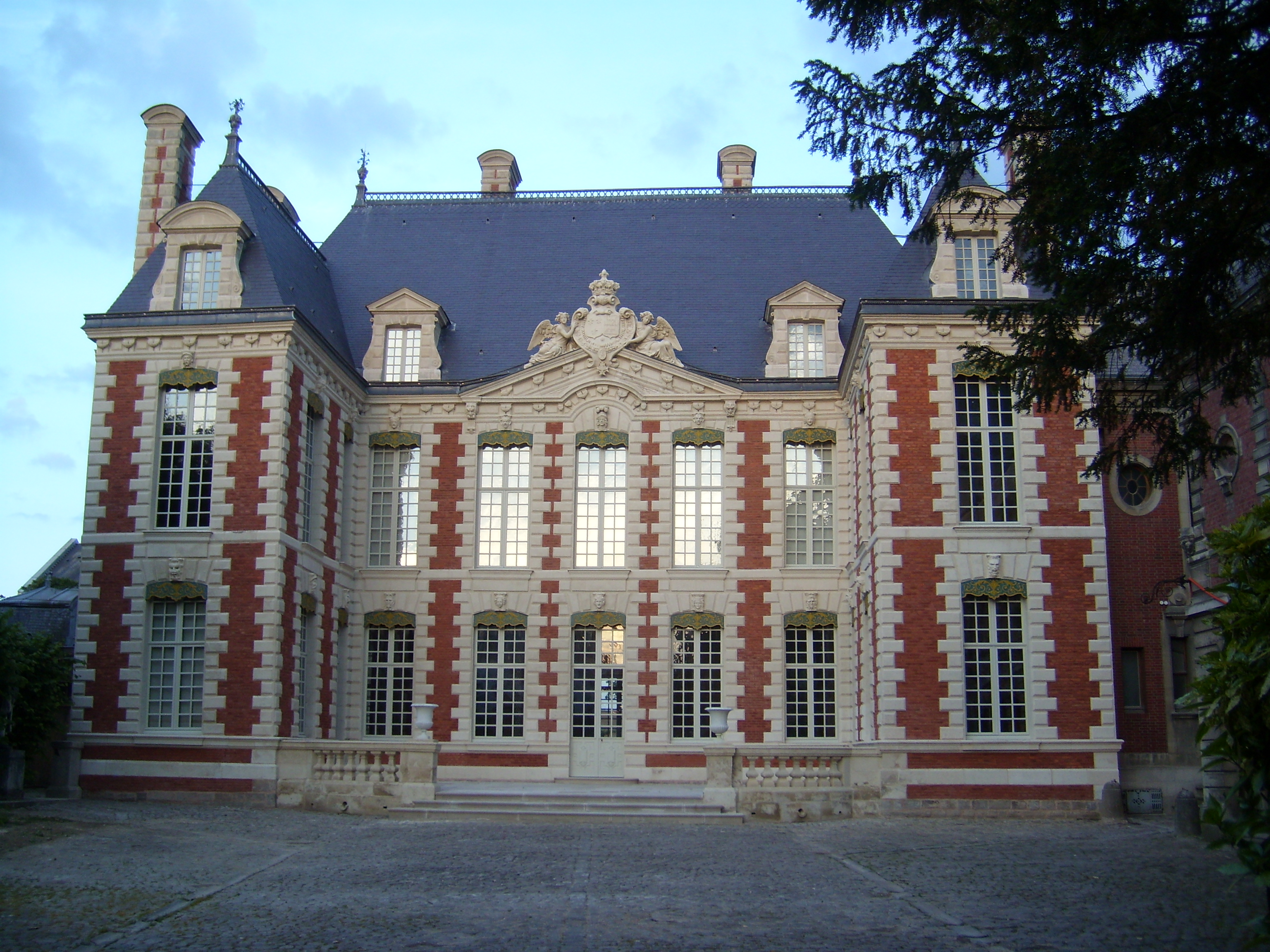
Музей Берни
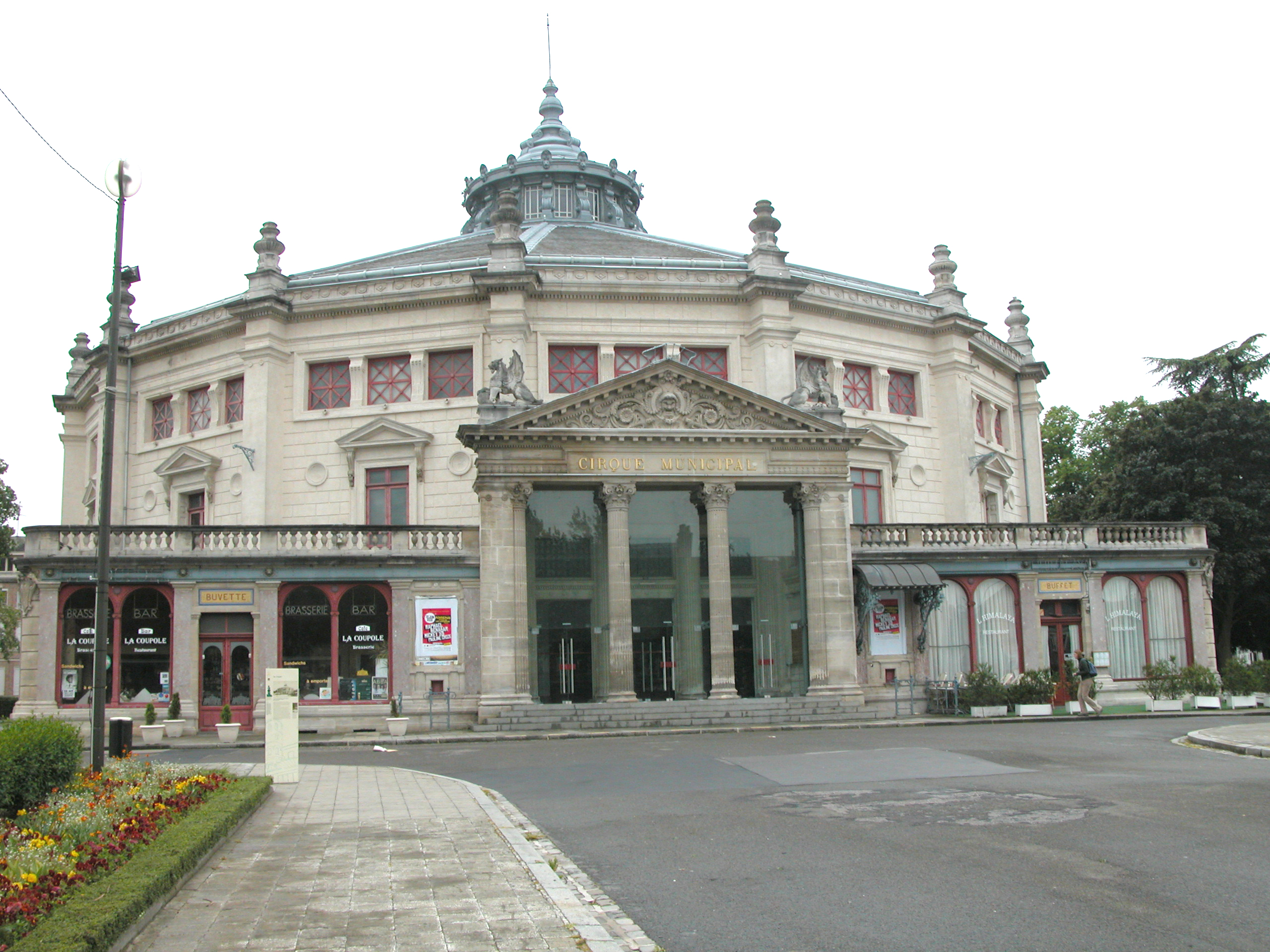
Городской цирк имени Жюля Верна
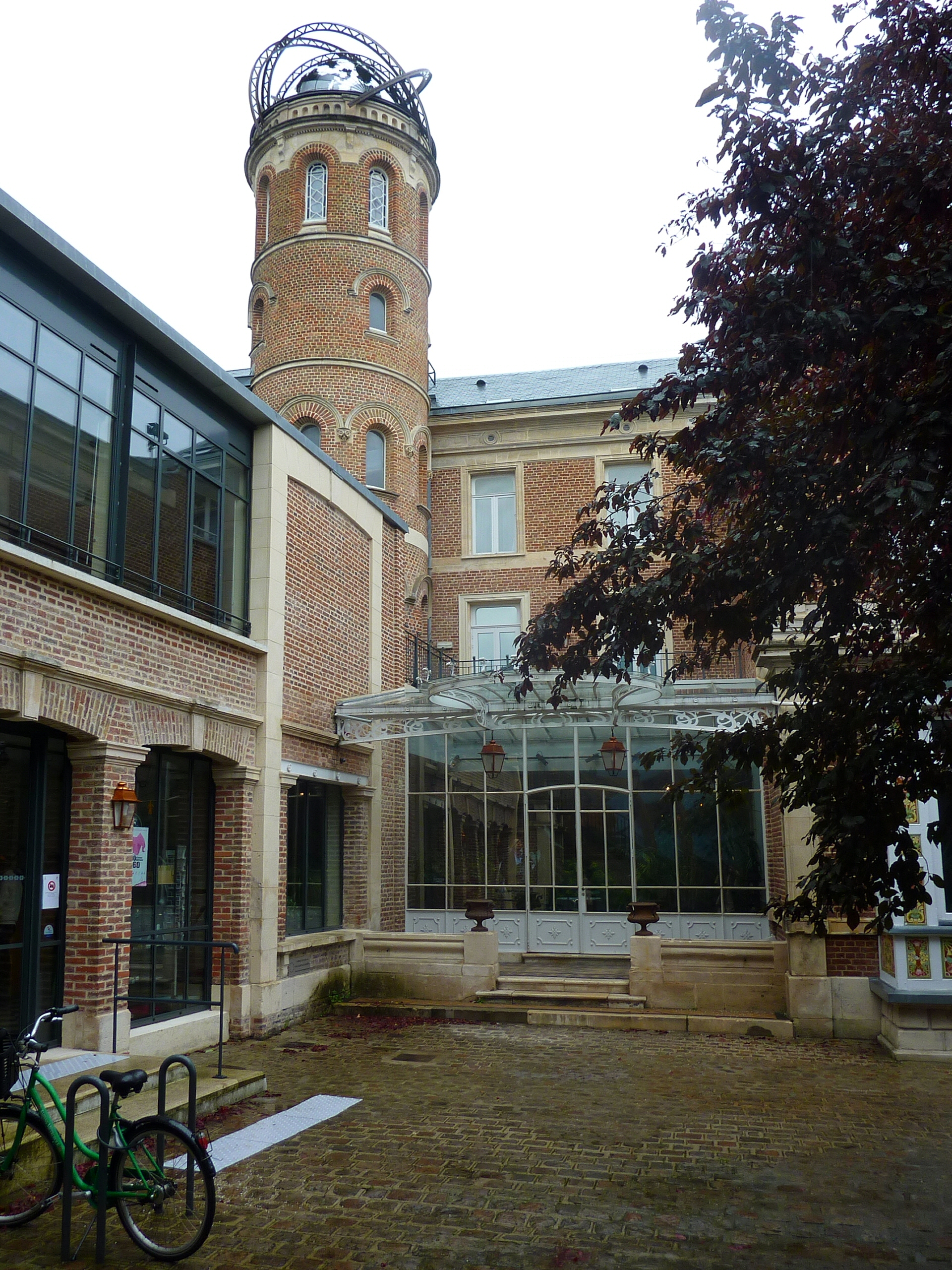
Дом, в котором в 1872-1905 гг. жил и работал Жюль Верн
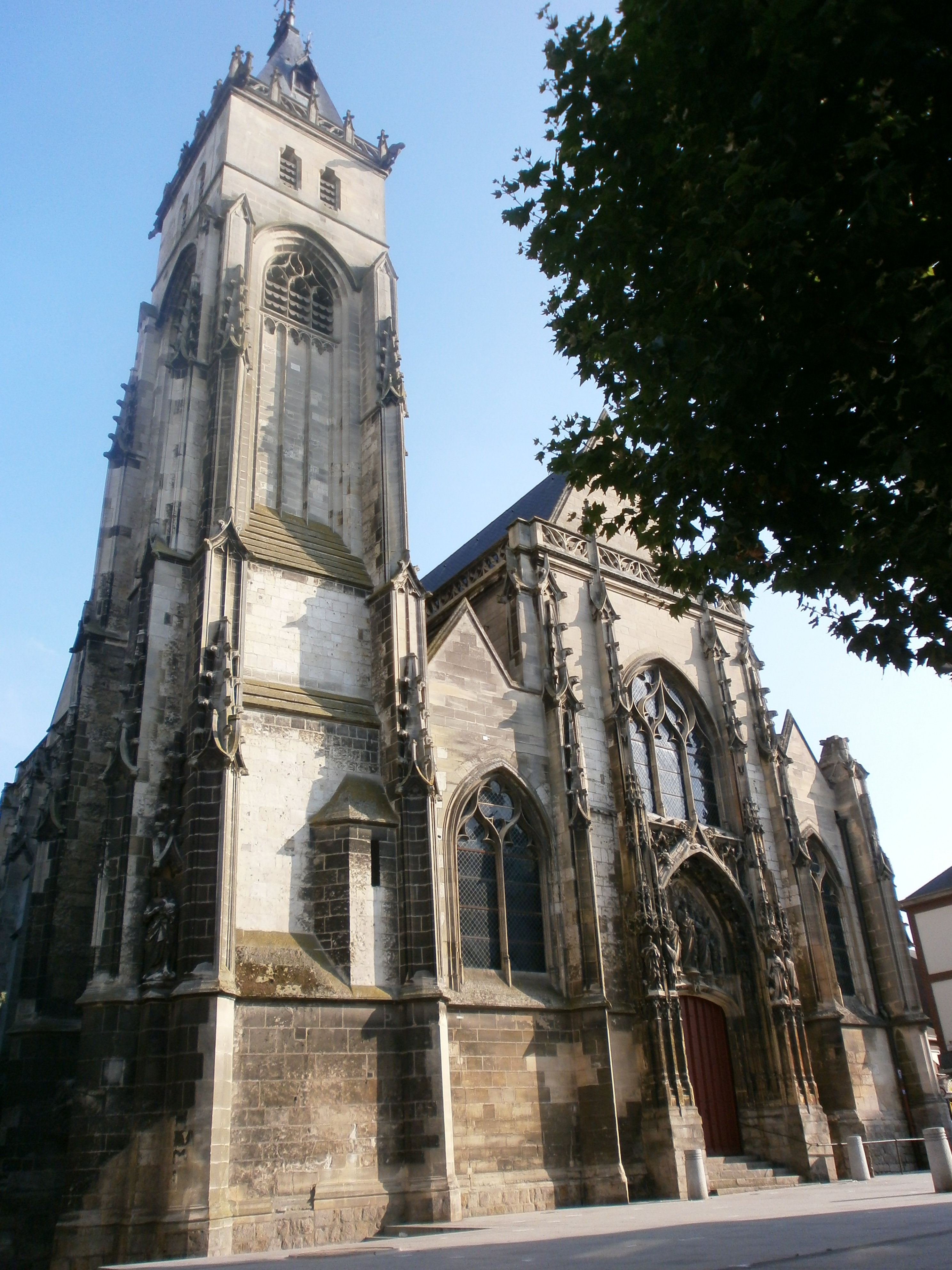
Церковь Сен-Жермен
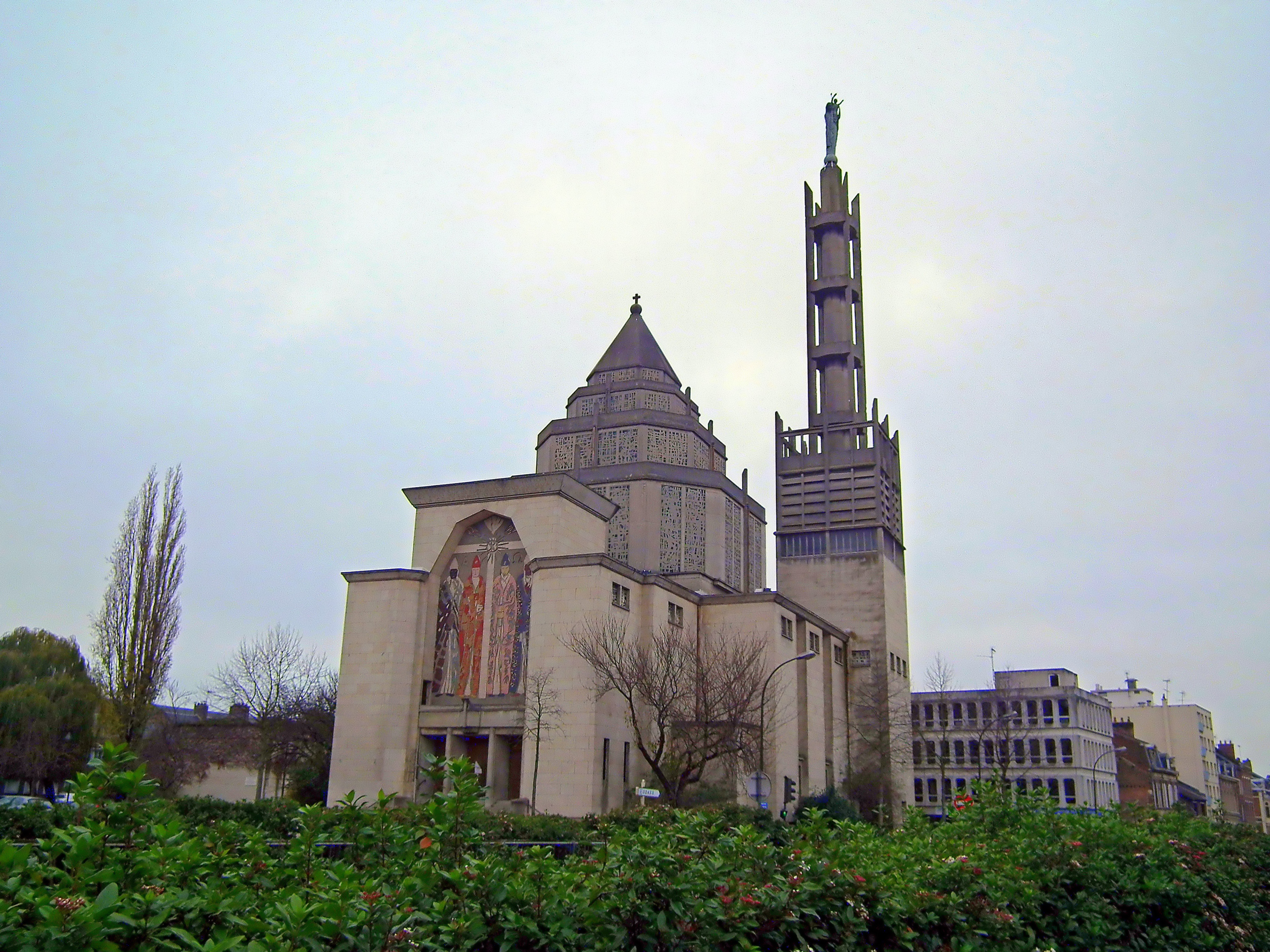
Церковь Святого Оноре
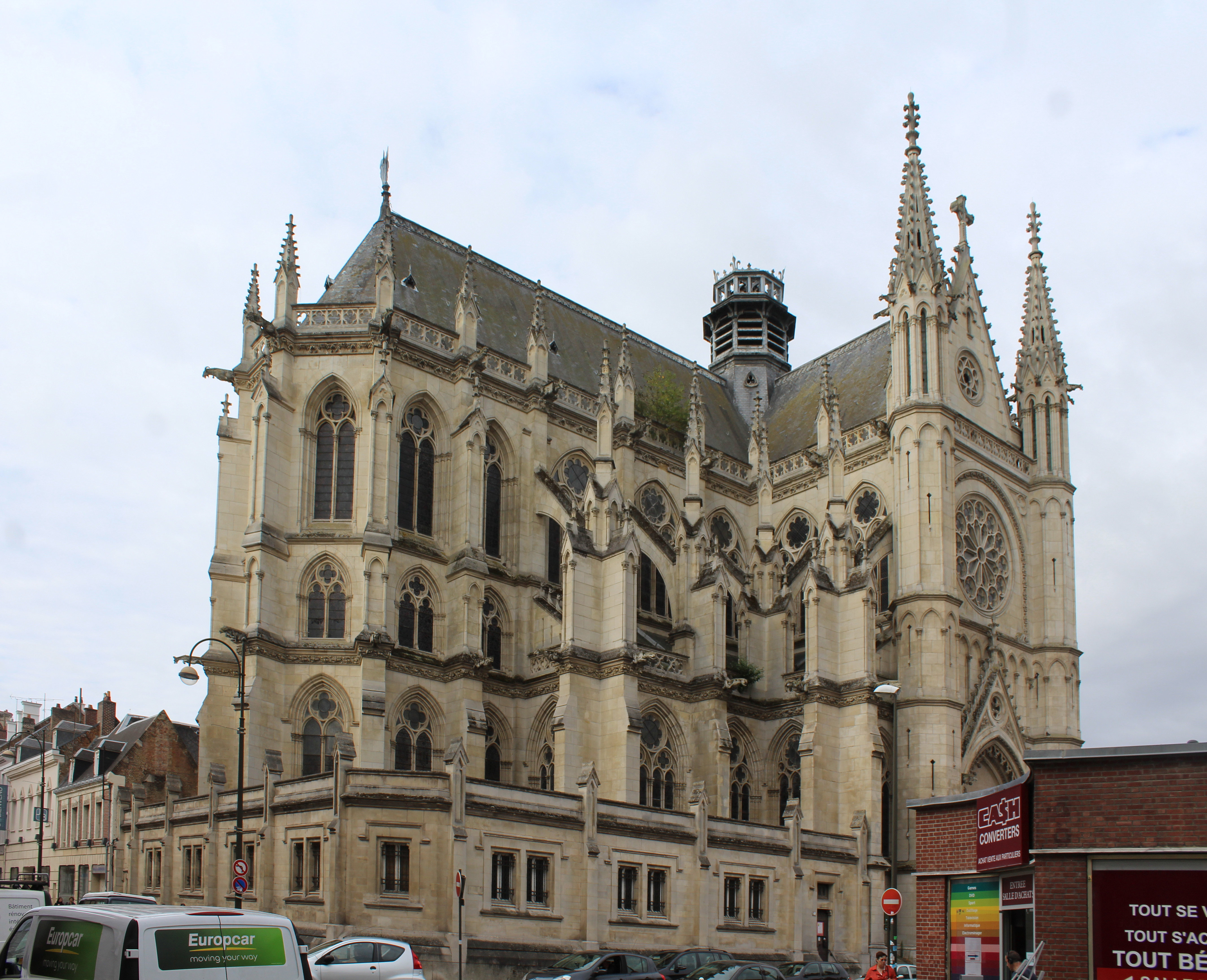
Церковь Святого Реми
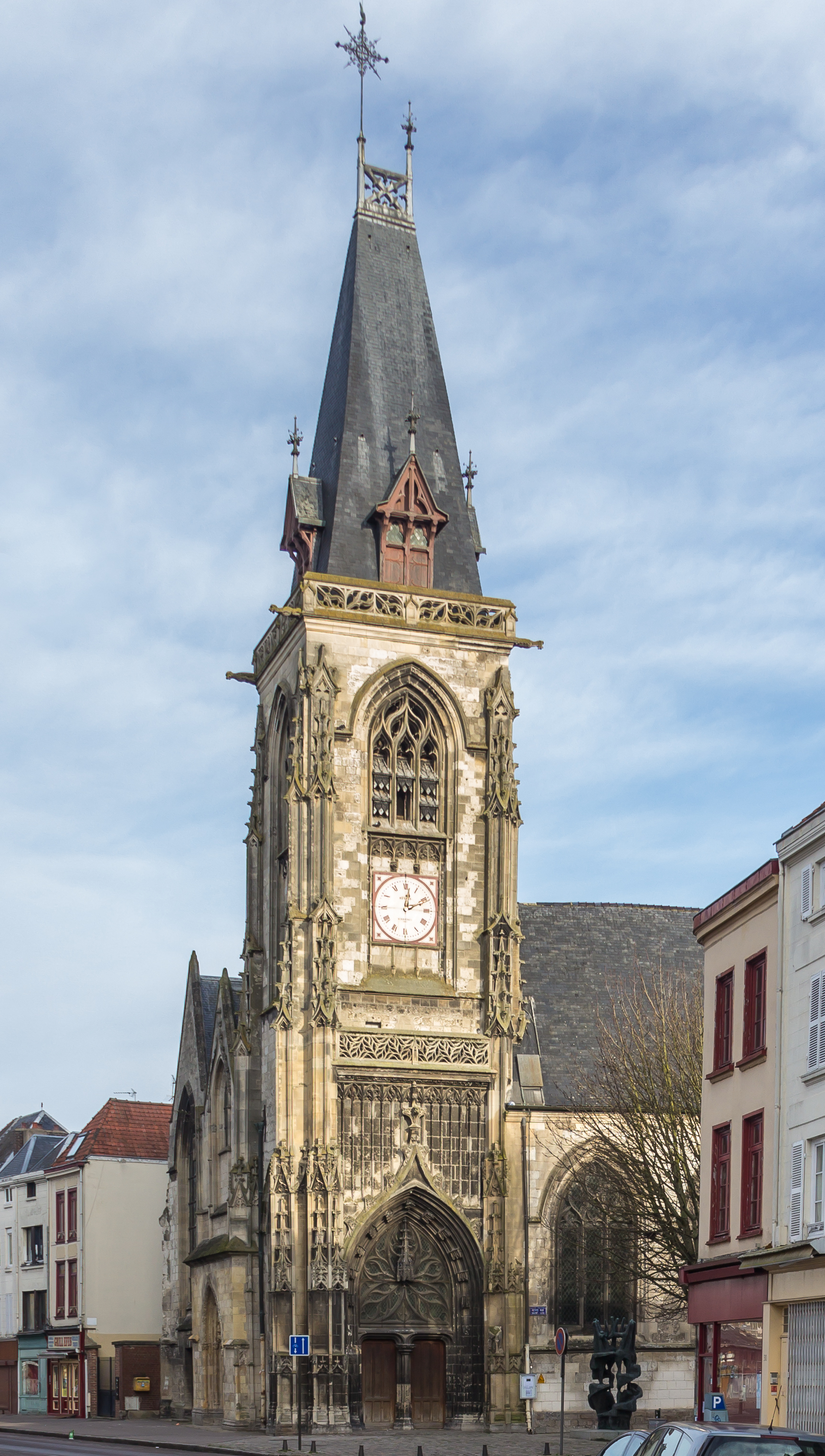
Церковь Святого Лупа
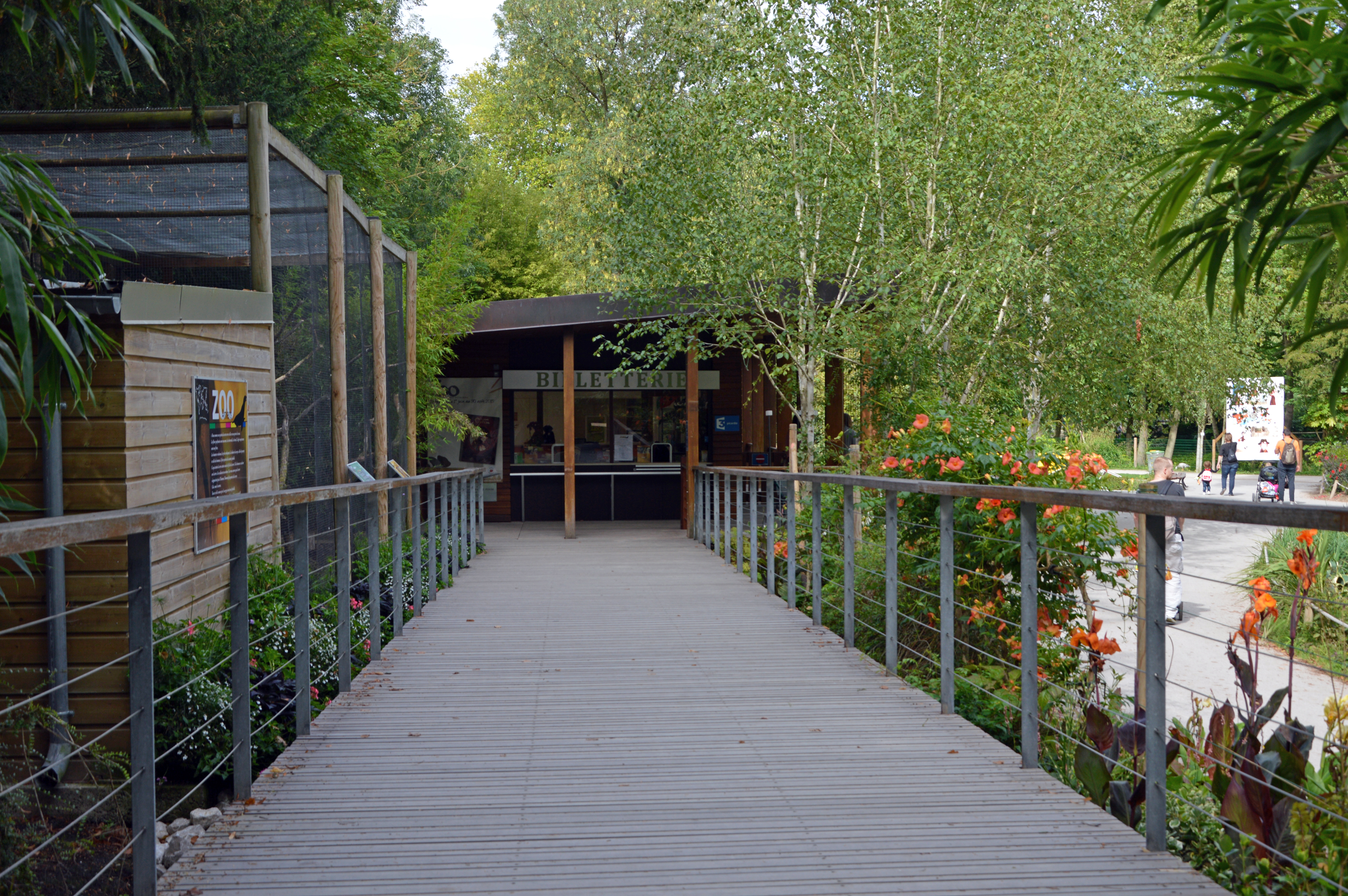
Зоопарк